# 유상열
유상열(柳常悅, 1940년 9월 10일~2022년 2월 14일)은 대한민국의 행정관료 겸 기업가이다.
충청북도 청주에서 출생으로, 충청북도 괴산에서 유아기를 보낸 적이 있다. 훗날 서울에서 성장하였다. 1968년 제6회 행정고시에 합격했고, 1993년에 제 18대 건설부 차관을, 1994년에 초대 건설교통부 차관을 지냈다. 1986년에 홍조근정훈장을, 1997년에는 황조근정훈장을 받았다.

### 학력
- 경기고등학교 졸업
- 서울대학교 법학과(부전공: 행정학과) 학사

### 주요 경력
- 1968년 제6회 행정고시 합격
- 건설부 기획관
- 건설부 주택국 국장
- 건설부 토지국 국장
- 건설부 국토계획국 국장
- 건설부 제1차관보
- 제18대 건설부 차관
- 초대 건설교통부 차관
- 한국고속철도건설공단 이사장
- 중앙감정평가법인 감정평가사
- 대한건설진흥회 회장
- 제12대 한국감정평가협회 회장

## 가족 관계
- 배우자: 지명숙
  - 아들: 유병곤, 유동윤